# Tyrrhenoleuctra antoninoi
Tyrrhenoleuctra antoninoi is een steenvlieg uit de familie naaldsteenvliegen (Leuctridae). De wetenschappelijke naam van de soort is voor het eerst geldig gepubliceerd in 2009 door Fochetti & Tierno de Figueroa.